# Vanessa Petruo/Diskografie
Diese Diskografie ist eine Übersicht über die musikalischen Werke der deutschen Popsängerin Vanessa Petruo und ihrer Pseudonyme wie Vany. Ihre erfolgreichste Veröffentlichung ist die Autorenbeteiligung Something About Us (No Angels), die zum Nummer-eins-Hit in Deutschland und Österreich sowie zum Charthit in der Schweiz avancierte.

## Alben

### Studioalben
| Jahr | Titel Musiklabel                      | Anmerkungen                             |
| ---- | ------------------------------------- | --------------------------------------- |
| 2005 | Mama Lilla Would Island Records (UMG) | Erstveröffentlichung: 25. November 2005 |

### EPs
| Jahr | Titel Musiklabel          | Anmerkungen                                           |
| ---- | ------------------------- | ----------------------------------------------------- |
| 1998 | Still Still Music (Still) | Erstveröffentlichung: 1998 mit Bernd Klanke als Still |

## Singles
| Jahr | Titel Album                        | Höchstplatzierung, Gesamtwochen, AuszeichnungChartplatzierungen (Jahr, Titel, Album, Platzierungen, Wochen, Auszeichnungen, Anmerkungen) | Höchstplatzierung, Gesamtwochen, AuszeichnungChartplatzierungen (Jahr, Titel, Album, Platzierungen, Wochen, Auszeichnungen, Anmerkungen) | Höchstplatzierung, Gesamtwochen, AuszeichnungChartplatzierungen (Jahr, Titel, Album, Platzierungen, Wochen, Auszeichnungen, Anmerkungen) | Anmerkungen                                   |
| Jahr | Titel Album                        | DE | AT | CH | Anmerkungen                                   |
| ---- | ---------------------------------- | --- | --- | --- | --------------------------------------------- |
| 2004 | Drama Queen –                      | DE11 (9 Wo.)DE | AT35 (6 Wo.)AT | CH88 (1 Wo.)CH | Erstveröffentlichung: 26. April 2004 als Vany |
| 2005 | Hot Blooded Woman Mama Lilla Would | DE59 (3 Wo.)DE | — | — | Erstveröffentlichung: 4. November 2005        |

## Musikvideos
| Jahr | Titel             | Regisseur(e)      |
| ---- | ----------------- | ----------------- |
| 2004 | Drama Queen       | Marcus Sternberg  |
| 2004 | Pop That Melody   | Marcus Sternberg  |
| 2005 | Hot Blooded Woman | Matthäus Bussmann |
| 2008 | Goodbye           | Boris Kantzow     |

## Autorenbeteiligungen

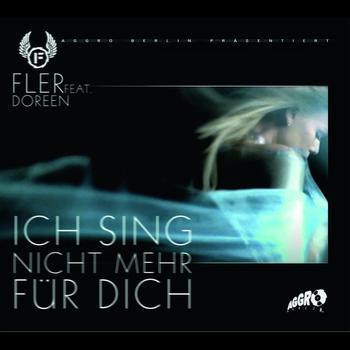
Frontcover zu Ich sing nicht mehr für dich.

Vanessa Petruo als Autorin für andere Musiker
| Jahr | Titel Album                                | Anmerkungen                                                           |
| ---- | ------------------------------------------ | --------------------------------------------------------------------- |
| 2002 | Something About Us Now … Us!               | Erstveröffentlichung: 6. Mai 2002 Interpretation: No Angels           |
| 2003 | Sister Pure                                | Erstveröffentlichung: 25. August 2003 Interpretation: No Angels       |
| 2003 | Ten Degrees Pure (Special Limited Edition) | Erstveröffentlichung: 25. August 2003 Interpretation: No Angels       |
| 2009 | Ich sing nicht mehr für dich Fler          | Erstveröffentlichung: 27. März 2009 Interpretation: Fler feat. Doreen |
| 2012 | Du siehst so gut aus                       | Erstveröffentlichung: 1. Juni 2012 Interpretation: Big Soul           |

Vanessa Petruo als Autorin in den Charts

| Jahr | Titel Album                        | Höchstplatzierung, Gesamtwochen, AuszeichnungChartplatzierungen (Jahr, Titel, Album, Platzierungen, Wochen, Auszeichnungen, Anmerkungen) | Höchstplatzierung, Gesamtwochen, AuszeichnungChartplatzierungen (Jahr, Titel, Album, Platzierungen, Wochen, Auszeichnungen, Anmerkungen) | Höchstplatzierung, Gesamtwochen, AuszeichnungChartplatzierungen (Jahr, Titel, Album, Platzierungen, Wochen, Auszeichnungen, Anmerkungen) | Anmerkungen                                                                     |
| Jahr | Titel Album                        | DE | AT | CH | Anmerkungen                                                                     |
| ---- | ---------------------------------- | --- | --- | --- | ------------------------------------------------------------------------------- |
| 2002 | Something About Us Now … Us!       | DE1 (16 Wo.)DE | AT1 Gold · (21 Wo.)AT | CH11 (15 Wo.)CH | Erstveröffentlichung: 6. Mai 2002 Interpretation: No Angels; Verkäufe: + 20.000 |
| 2004 | Drama Queen –                      | DE11 (9 Wo.)DE | AT35 (6 Wo.)AT | CH88 (1 Wo.)CH | Erstveröffentlichung: 26. April 2004 Interpretation: Vany                       |
| 2005 | Hot Blooded Woman Mama Lilla Would | DE59 (3 Wo.)DE | — | — | Erstveröffentlichung: 4. November 2005 Interpretation: Vanessa Petruo           |
| 2009 | Ich sing nicht mehr für dich Fler  | DE33 (9 Wo.)DE | — | — | Erstveröffentlichung: 10. April 2009 Interpretation: Fler feat. Doreen          |

## Sonderveröffentlichungen
| Jahr | Titel Album                                        | Anmerkungen                                                    |
| ---- | -------------------------------------------------- | -------------------------------------------------------------- |
| 2006 | End of the Road Come Together – A Tribute to Bravo | Erstveröffentlichung: 29. September 2006 Original: Boyz II Men |

| Jahr | Titel Soundtrack zu            | Anmerkungen                         |
| ---- | ------------------------------ | ----------------------------------- |
| 2009 | We Will Grow Vorstadtkrokodile | Erstveröffentlichung: 27. März 2009 |

## Promoveröffentlichungen
| Jahr | Titel Album | Anmerkungen                                 |
| ---- | ----------- | ------------------------------------------- |
| 2008 | Beggin’ –   | Erstveröffentlichung: 2008 MySpace-Download |

## Hörspiele
| Jahr | Titel Verlag                                                     | Anmerkungen                                                        |
| ---- | ---------------------------------------------------------------- | ------------------------------------------------------------------ |
| 2001 | Der kleine Eisbär Edel Kids (Edel)                               | Erstveröffentlichung: 2001 Rolle: Manili                           |
| 2002 | Lilo & Stitch Walt Disney Records (UMG)                          | Erstveröffentlichung: 2002 Rolle: Nani                             |
| 2009 | Andi Meisfeld 4 – Andi Meisfeld und die Stadt am Meer Dream Land | Erstveröffentlichung: 17. April 2009 Rolle: Verkäuferin            |
| 2009 | Dreamland Grusel 9 – Tödliche Knochenhände Dream Land            | Erstveröffentlichung: 11. September 2009 Rolle: Geisterstimme      |
| 2009 | Dreamland-Action 1 – Genetic Code Dream Land                     | Erstveröffentlichung: 6. November 2009 Rolle: Hanna                |
| 2011 | Dreamland Grusel 11 – Die Totenpatruillie Dream Land             | Erstveröffentlichung: 18. Februar 2011 Rolle: Sheriff Riana Barrin |
| 2011 | Tony Ballard 10 – Die Hexe und der Silberdämon Dream Land        | Erstveröffentlichung: 15. Juli 2011 Rolle: Arma                    |
| 2012 | Tony Ballard 11 – Das Höllenschwert Dream Land                   | Erstveröffentlichung: 21. Mai 2012 Rolle: Kate Gregory             |
| 2012 | Tony Ballard 13 – Lockruf der Zombies Dream Land                 | Erstveröffentlichung: 14. Dezember 2012 Rolle: Zombie-Pirat        |
| 2012 | Tony Ballard 14 – Das Schiff der Schwarzen Piraten Dream Land    | Erstveröffentlichung: 14. Dezember 2012 Rolle: Zombie-Pirat        |
| 2013 | Tony Ballard 15 – Der Sarg der tausend Tode Dream Land           | Erstveröffentlichung: 29. Juli 2013 Rolle: Arma                    |

## Statistik

### Chartauswertung
|                       | DE    | AT    | CH    |
| --------------------- | ----- | ----- | ----- |
| Nummer-eins-Singles   | DE—DE | AT—AT | CH—CH |
| Top-10-Singles        | DE—DE | AT—AT | CH—CH |
| Singles in den Charts | DE2DE | AT1AT | CH1CH |

|                       | DE    | AT    | CH    |
| --------------------- | ----- | ----- | ----- |
| Nummer-eins-Singles   | DE1DE | AT1AT | CH—CH |
| Top-10-Singles        | DE1DE | AT1AT | CH—CH |
| Singles in den Charts | DE4DE | AT2AT | CH2CH |

### Auszeichnungen für Musikverkäufe
Anmerkung: Auszeichnungen in Ländern aus den Charttabellen bzw. Chartboxen sind in ebendiesen zu finden.
| Land/RegionAuszeichnungen für Musikverkäufe (Land/Region, Auszeichnungen, Verkäufe, Quellen) | Gold  | Platin | Verkäufe | Quellen |
| -------------------------------------------------------------------------------------------- | ----- | ------ | -------- | ------- |
| Österreich (IFPI)                                                                            | Gold1 | —      | 20.000   | ifpi.at |
| Insgesamt                                                                                    | Gold1 | —      |          |         |